# Turnen op de Olympische Zomerspelen 1964
Turnen is een van de sporten die beoefend werden tijdens de Olympische Zomerspelen 1964 in Tokio. De wedstrijden vonden plaats gespreid over zes dagen, van 18 oktober tot en met 23 oktober.

## Heren

### team
| rang   | sporter(s)                                                                                                  | land | punten |
| ------ | --- | ---- | ------ |
| Goud   | Yukio Endo Shuji Tsurumi Haruhiro Yamashita Takuji Hayata Takashi Mitsukuri Takashi Ono                     | JPN  | 577.95 |
| Zilver | Boris Sjachlin Viktor Lisitsky Viktor Leontjev Joeri Tsapenko Joeri Titov Sergej Diomidov                   | URS  | 575.45 |
| Brons  | Siegfried Fülle Klaus Köste Erwin Koppe Peter Weber Philipp Fürst Günter Lyhs                               | EUA  | 585.10 |
| 4      | Franco Menichelli Luigi Cimnaghi Giovanni Carminucci Pasquale Carminucci Angelo Vicardi Bruno Franceschetti | ITA  | 560.90 |
| 5      | Mikołaj Kubica Aleksander Rokosa Wilhelm Kubica Alfred Kucharczyk Jan Jankowicz Andrzej Konopka             | POL  | 559.50 |
| 6      | Bohumil Mudřík Ladislav Pazdera Václav Kubička Přemysl Krbec Karel Klečka Pavel Gajdoš                      | TCH  | 558.15 |
| 7      | Makoto Sakamoto Rusty Mitchell Ronald Barak Larry Banner Greg Weiss Art Shurlock                            | USA  | 556.95 |
| 8      | Eino Laiho Eugen Ekman Raimo Heinonen Hannu Rantakari Otto Kestola Kauko Heikkinen                          | FIN  | 556.20 |

### individuele meerkamp
| rang   | sporter(s)         | land | punten |
| ------ | ------------------ | ---- | ------ |
| Goud   | Yukio Endo         | JPN  | 115.95 |
| Zilver | Boris Sjachlin     | URS  | 115.40 |
| Zilver | Viktor Lisitsky    | URS  | 115.40 |
| Zilver | Shuji Tsurumi      | JPN  | 115.40 |
| 5      | Franco Menichelli  | ITA  | 115.15 |
| 6      | Haruhiro Yamashita | JPN  | 115.10 |
| 7      | Miroslav Cerar     | YUG  | 115.05 |
| 8      | Takuji Hayata      | JPN  | 114.90 |

### vloer
| rang   | sporter(s)        | land | punten |
| ------ | ----------------- | ---- | ------ |
| Goud   | Franco Menichelli | ITA  | 19.450 |
| Zilver | Yukio Endo        | JPN  | 19.350 |
| Zilver | Viktor Lisitsky   | URS  | 19.350 |
| 4      | Viktor Leontjev   | URS  | 19.200 |
| 5      | Takashi Mitsukuri | JPN  | 19.100 |
| 6      | Joeri Tsapenko    | URS  | 18.850 |

### paard voltige
| rang   | sporter(s)         | land | punten |
| ------ | ------------------ | ---- | ------ |
| Goud   | Miroslav Cerar     | YUG  | 19.525 |
| Zilver | Shuji Tsurumi      | JPN  | 19.325 |
| Brons  | Joeri Tsapenko     | URS  | 19.200 |
| 4      | Haruhiro Yamashita | JPN  | 19.075 |
| 5      | Harald Wigård      | NOR  | 18.925 |
| 6      | Takashi Mitsukuri  | JPN  | 18.650 |

### ringen
| rang   | sporter(s)        | land | punten |
| ------ | ----------------- | ---- | ------ |
| Goud   | Takuji Hayata     | JPN  | 19.475 |
| Zilver | Franco Menichelli | ITA  | 19.425 |
| Brons  | Boris Sjachlin    | URS  | 19.400 |
| 4      | Viktor Leontjev   | URS  | 19.350 |
| 5      | Shuji Tsurumi     | JPN  | 19.275 |
| 6      | Yukio Endo        | JPN  | 19.250 |

### sprong
| rang   | sporter(s)         | land | punten |
| ------ | ------------------ | ---- | ------ |
| Goud   | Haruhiro Yamashita | JPN  | 19.600 |
| Zilver | Viktor Lisitsky    | URS  | 19.325 |
| Brons  | Hannu Rantakari    | FIN  | 19.300 |
| 4      | Shuji Tsurumi      | JPN  | 19.225 |
| 5      | Boris Sjachlin     | URS  | 19.200 |
| 6      | Yukio Endo         | JPN  | 19.075 |

### brug
| rang   | sporter(s)        | land | punten |
| ------ | ----------------- | ---- | ------ |
| Goud   | Yukio Endo        | JPN  | 19.675 |
| Zilver | Shuji Tsurumi     | JPN  | 19.450 |
| Brons  | Franco Menichelli | ITA  | 19.350 |
| 4      | Sergej Diomidov   | URS  | 19.225 |
| 5      | Viktor Lisitsky   | URS  | 19.200 |
| 6      | Miroslav Cerar    | YUG  | 18.450 |

### rekstok
| rang   | sporter(s)      | land | punten |
| ------ | --------------- | ---- | ------ |
| Goud   | Boris Sjachlin  | URS  | 19.625 |
| Zilver | Joeri Titov     | URS  | 19.550 |
| Brons  | Miroslav Cerar  | YUG  | 19.500 |
| 4      | Viktor Lisitsky | URS  | 19.325 |
| 5      | Yukio Endo      | JPN  | 19.050 |
| 6      | Takashi Ono     | JPN  | 19.000 |

## Dames

### team
| rang   | sporter(s)                                                                                                  | land | punten  |
| ------ | --- | ---- | ------- |
| Goud   | Larissa Latynina Polina Astakhova Jelena Voltsjetskaja Tamara Zamotailova Tamara Manina Ljoedmila Gromova   | URS  | 380890  |
| Zilver | Věra Čáslavská Hana Růžičková Jaroslava Sedláčková Adolfína Tkačíková Mária Krajčírová Jana Posnerová       | TCH  | 379989  |
| Brons  | Keiko Ikeda Toshiko Aihara Kiyoko Ono Taniko Nakamura Ginko Chiba Hiroko Tsuji                              | JPN  | 377889  |
| 4      | Birgit Radochla Ute Starke Ingrid Föst Karin Mannewitz Christel Felgner Barbara Stolz                       | EUA  | 376.038 |
| 5      | Anikó Jánosiné Ducza Katalin Makray Mária Tressel Gyöngyi Kovácsné Mák Katalin Müller Márta Erdősiné Tolnai | HUN  | 375.455 |
| 6      | Sonia Inovan Elena Popescu-Leuştean Elena Ceampelea Atanasia Ionescu Emilia Liţă Cristina Doboşan           | ROU  | 371.984 |
| 7      | Gerda Bryłka Małgorzata Wilczek Barbara Eustachiewicz Elżbieta Apostolska Dorota Miler Gizela Niedurna      | POL  | 371.287 |
| 8      | Anna Marie Lundqvist Laila Egman Ewa Rydell Ulla Lindström Anne-Marie Lambert Gerola Lindahl                | SWE  | 371.287 |

### individuele meerkamp
| rang   | sporter(s)           | land | punten |
| ------ | -------------------- | ---- | ------ |
| Goud   | Věra Čáslavská       | TCH  | 77.564 |
| Zilver | Larissa Latynina     | URS  | 76.998 |
| Brons  | Polina Astakhova     | URS  | 76.695 |
| 4      | Birgit Radochla      | EUA  | 76.431 |
| 5      | Hana Růžičková       | TCH  | 76.097 |
| 6      | Keiko Ikeda          | JPN  | 76.031 |
| 7      | Toshiko Aihara       | JPN  | 75.997 |
| 8      | Jelena Voltsjetskaja | URS  | 75.765 |

### sprong
| rang   | sporter(s)           | land | punten |
| ------ | -------------------- | ---- | ------ |
| Goud   | Věra Čáslavská       | TCH  | 19.483 |
| Zilver | Larissa Latynina     | URS  | 19.283 |
| Zilver | Birgit Radochla      | EUA  | 19.283 |
| 4      | Toshiko Aihara       | JPN  | 19.282 |
| 5      | Jelena Voltsjetskaja | URS  | 19.149 |
| 6      | Ute Starke           | EUA  | 19.116 |

### brug met ongelijke leggers
| rang   | sporter(s)         | land | punten |
| ------ | ------------------ | ---- | ------ |
| Goud   | Polina Astakhova   | URS  | 19.332 |
| Zilver | Katalin Makray     | HUN  | 19.216 |
| Brons  | Larissa Latynina   | URS  | 19.199 |
| 4      | Toshiko Aihara     | JPN  | 18.782 |
| 5      | Věra Čáslavská     | TCH  | 18.416 |
| 6      | Tamara Zamotailova | URS  | 17.833 |

### evenwichtsbalk
| rang   | sporter(s)       | land | punten |
| ------ | ---------------- | ---- | ------ |
| Goud   | Věra Čáslavská   | TCH  | 19.449 |
| Zilver | Tamara Manina    | URS  | 19.399 |
| Brons  | Larissa Latynina | URS  | 19.382 |
| 4      | Polina Astakhova | URS  | 19.366 |
| 5      | Hana Růžičková   | TCH  | 19.349 |
| 6      | Keiko Ikeda      | JPN  | 19.216 |

### vloer
| rang   | sporter(s)           | land | punten |
| ------ | -------------------- | ---- | ------ |
| Goud   | Larissa Latynina     | URS  | 19.599 |
| Zilver | Polina Astakhova     | URS  | 19.500 |
| Brons  | Anikó Jánosiné Ducza | HUN  | 19.300 |
| 4      | Birgit Radochla      | EUA  | 19.200 |
| 5      | Ingrid Föst          | EUA  | 19.266 |
| 6      | Věra Čáslavská       | TCH  | 19.099 |

## Medaillespiegel
| rang   | land               | goud | zilver | brons | totaal |
| ------ | ------------------ | ---- | ------ | ----- | ------ |
| 1      | Japan              | 5    | 4      | 1     | 10     |
| 2      | Sovjet-Unie        | 4    | 10     | 5     | 19     |
| 3      | Tsjecho-Slowakije  | 3    | 1      | 0     | 4      |
| 4      | Italië             | 1    | 1      | 1     | 3      |
| 5      | Joegoslavië        | 1    | 0      | 1     | 2      |
| 6      | Duits eenheidsteam | 0    | 1      | 1     | 2      |
| 6      | Hongarije          | 0    | 1      | 1     | 2      |
| 8      | Finland            | 0    | 0      | 1     | 1      |
| totaal | totaal             | 14   | 18     | 11    | 43     |